# Hideo Tanaka
Hideo Tanaka (jap. 田中 英雄 Tanaka Hideo; ur. 1 marca 1983) – japoński piłkarz występujący na pozycji pomocnika. Obecnie występuje w Vissel Kobe.

## Kariera klubowa
Od 2005 roku występował w klubach Vissel Kobe i Kyoto Sanga FC.